# Любечский детинец
Любечский детинец — несохранившийся детинец древнерусского города Любеч.

## История
Согласно гипотезе академика Бориса Рыбакова, детинец был сооружён в конце XI века черниговским князем Владимиром Мономахом. Крепость стояла на месте существовавшего в X веке поселения роменско-борщевской культуры. Её носители (северяне) поселились здесь после 884 года. Позднее гору, на которой располагался детинец, назвали Замковой. Любечский детинец служил резиденцией черниговских князей и был полностью приспособлен к жизни и обслуживанию княжеского семейства.
В 1097 году в Любечском детинце проходил знаменитый съезд русских князей.
В 1147 году любечские укрепления были сожжены смоленским князем Ростиславом Мстиславичем, а десять лет спустя Любеч пережил нападение половцев.

## Расположение

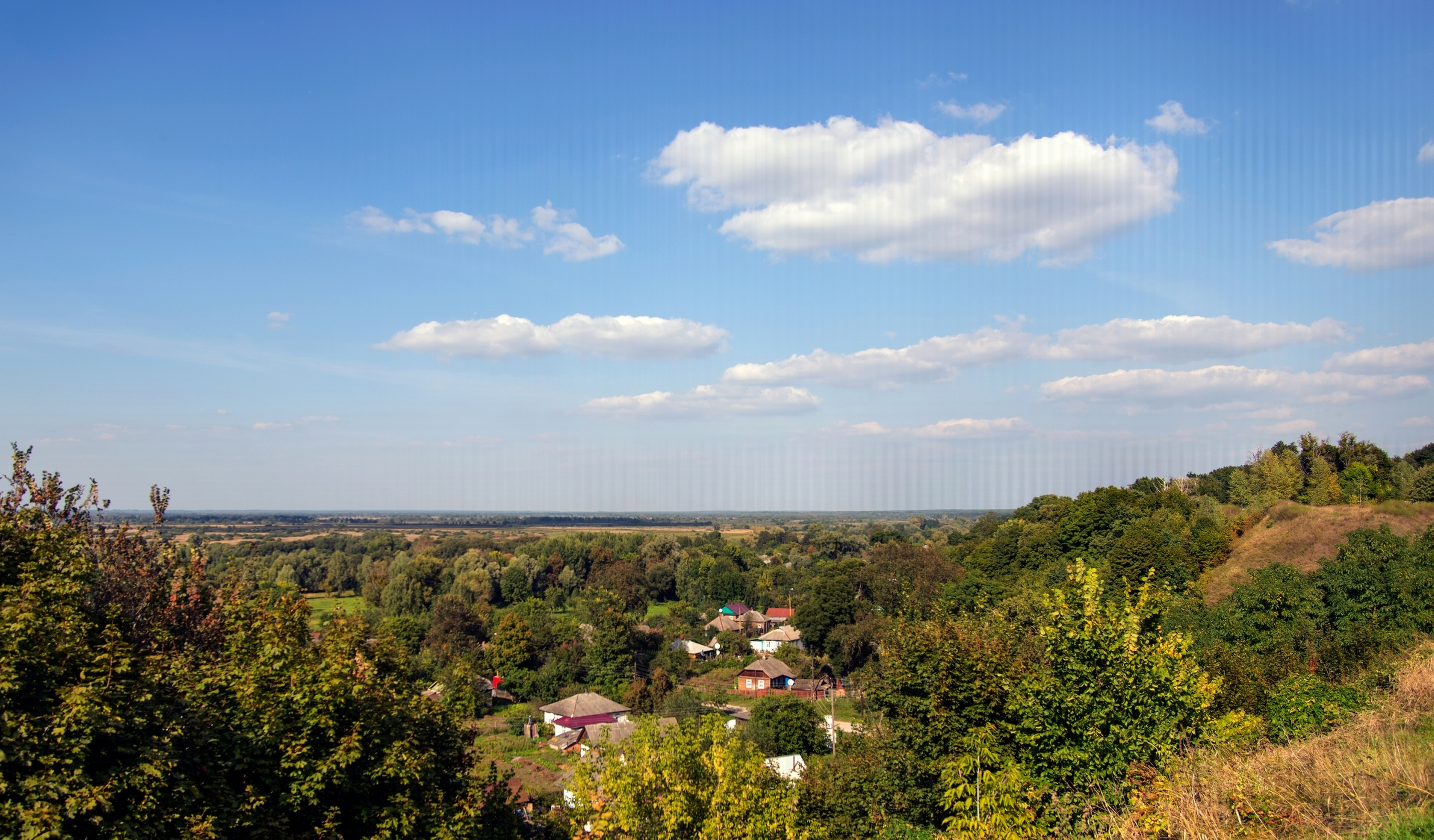
Вид с Замковой горы в Любече

Любеч занимал холмы левого высокого берега Днепра, вытянутые цепочкой с юго-запада на северо-восток. Любечский детинец находился в середине цепочки холмов возле устья реки Гончаровка, ныне это городище Замок. Он размещался на небольшом, но высоком холме (около 40 м) с крутыми склонами. К северу от городища простирается днепровская пойма с двумя озёрами, упомянутыми в летописи. Одно из них, превратившееся ныне в затон Днепра, играло роль гавани, о чём свидетельствует открытый на его берегу культурный слой с византийскими монетами. Детинец с юга, запада и северо-востока был окружён несколькими посадами.

## Укрепления и внутренние строения
Укрепления Любечского детинца состояла из расположенных по краю холма дубовых городен, заполненных глиной, над которыми возвышалась деревянная стена — заборолы. К городням вплотную примыкали жилые срубы — клети — с плоскими крышами, перекрытыми слоем глины, служившими боевой площадкой для заборол. На стены вели ступени из колод. В землю вдоль стен вкапывались большие медные котлы для «вара» — кипятка, которым поливали врагов во время штурма.
От посадов детинец с трёх сторон отделялся сухим рвом, через который был перекинут подъёмный мост, поднимавшийся «жеравцем» или коловоротом, расположенным в специальной мостовой башне. От башни к главным воротам крепости вверх по склону шла мощённая бревенчатая дорога, ограждённая стенами. Ворота с двумя башнями имели довольно глубокий (длиной около 6 м) тоннель с тремя заслонами, преграждавшими путь врагу. В выступающих местах стены находились четырёхугольные башни.
В центре детинца стояла башня-донжон, а также главное сооружение детинца — трёхэтажный княжеский дворец (40 на 12 м) с тремя высокими теремами, отделявшийся от донжона небольшим парадным двором. За дворцом стояла небольшая (6,5 на 6,5 м) деревянная церковь с шатровым верхом, крытым свинцовыми листами. Около церкви находилось кладбище, занимавшее восточную часть детинца. В остальной части детинца находились рядовые жилища и ремесленные мастерские.

## Археологические исследования

Раскопки Б. А. Рыбакова. 1957 год

Первые археологические работы в Любечском детинце проводились на рубеже XIX и XX веков Г. А. Милорадовичем и Е. Романовым. Широкое исследование началось в 1948 году В. К. Гончаровым. В 1957—1960 годах в ходе экспедиции Института археологии АН СССР под руководством академика Б. А. Рыбакова детинец был раскопан и графически реконструирован. В раскопках принимали участие Т. И. Макарова, С. А. Плетнёва, И. П. Русанова, А. А. Медынцева, В. П. Даркевич и другие учёные. В настоящее время достоверность результатов исследований Рыбакова признаётся сомнительной. В наше время на месте детинца стоит памятный знак.